# 萬年橋

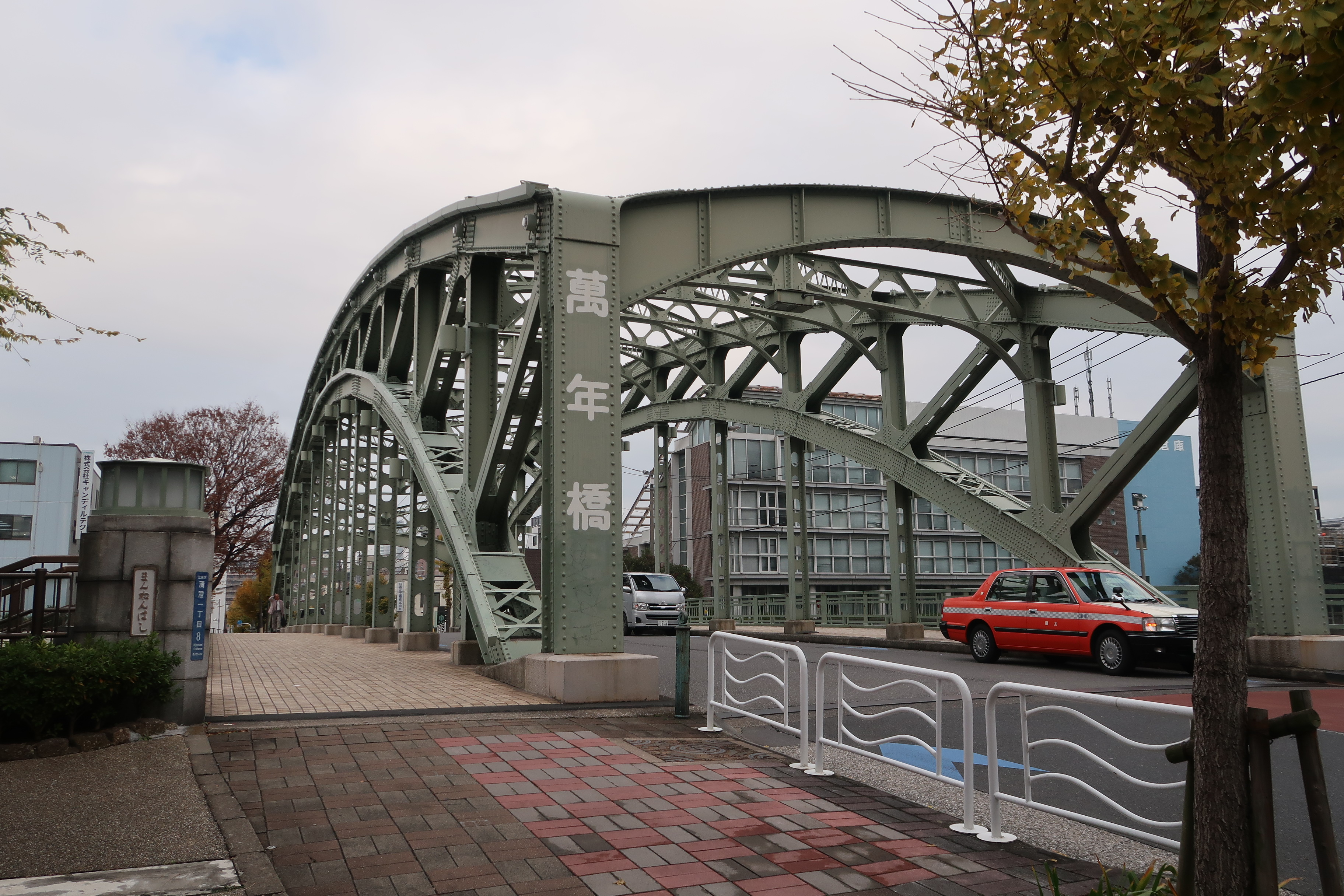
南岸（東京都江東区清澄）から（2019年12月）

萬年橋（まんねんばし）は、東京都の小名木川にかかる橋で第一橋梁である。江東区道第3124号線（萬年橋通り）を通す。北岸は江東区常盤一丁目、南岸は江東区清澄一丁目と二丁目を分かつ。当橋のすぐ西側で小名木川は隅田川と合流、東側には新小名木川水門が設置されている。

## 現在の橋の概要
- 構造形式: 1径間下路ブレースドリブタイドアーチ橋、鉄筋コンクリート床鈑
- 橋長: 56.25m
- 幅員: 17.2m
- 開通: 1930年（昭和5年）11月19日
- 施工主体: 東京市復興局、江東区
- 設計: 鹿島組
- 橋桁製作: 川崎造船所
- 施工: 鹿島組

## 歴史

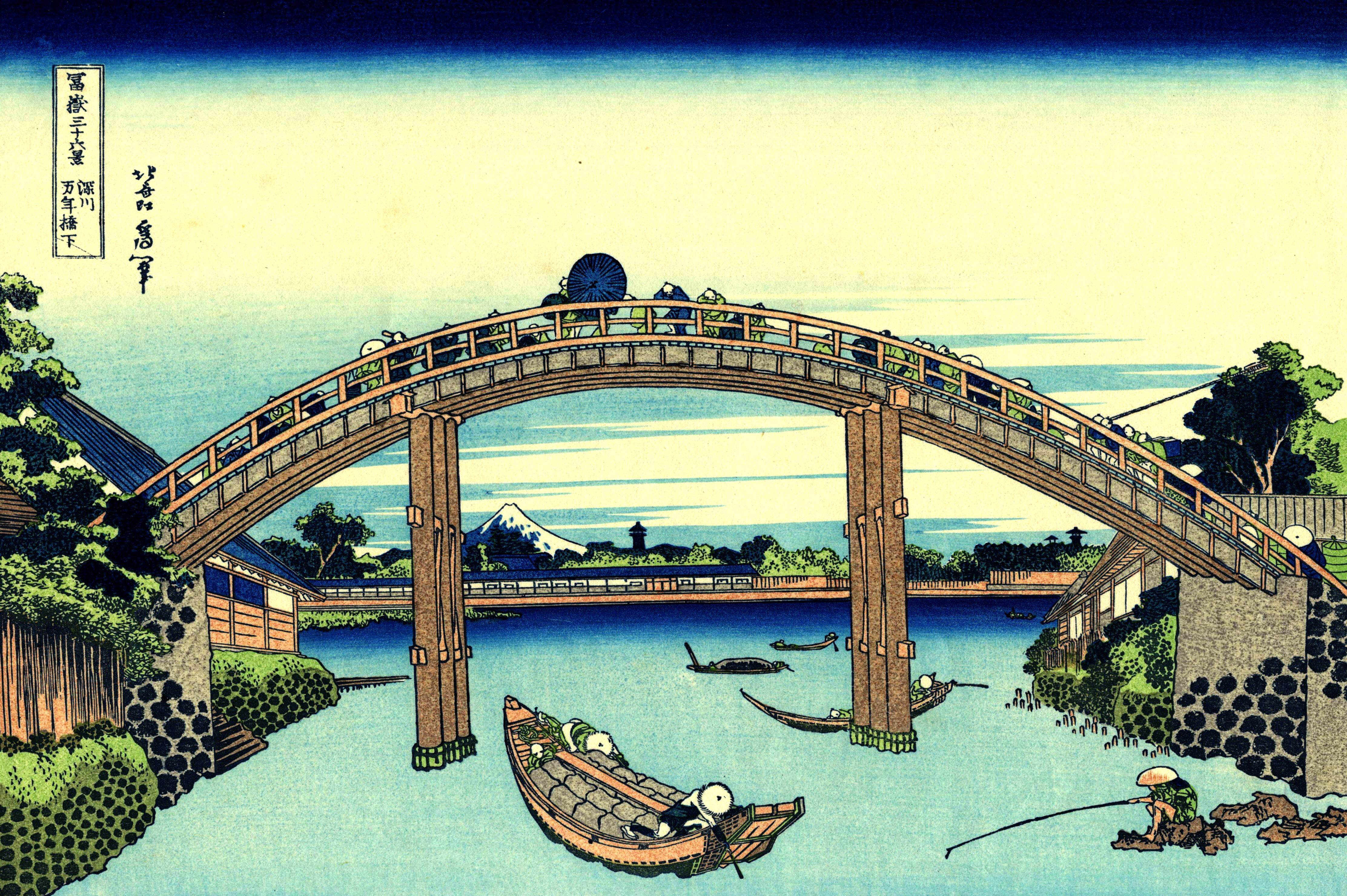
葛飾北斎『富嶽三十六景』「深川萬年橋下」

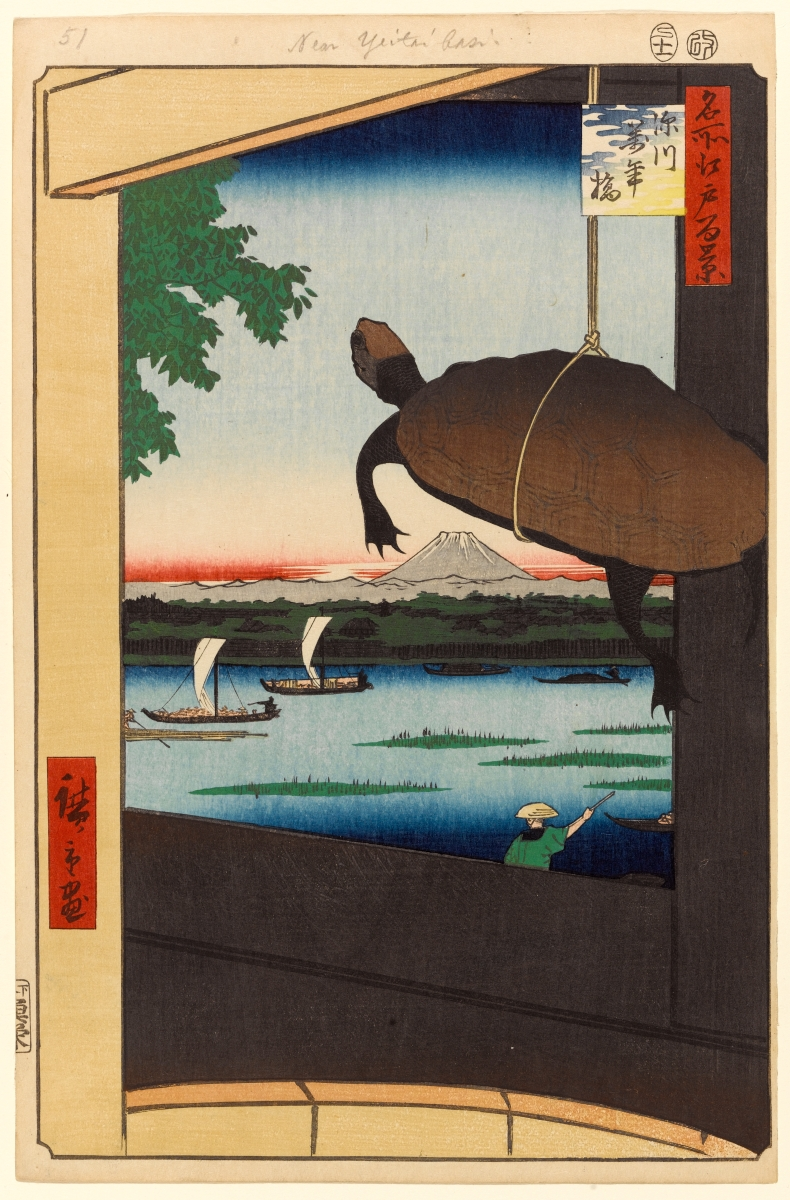
歌川広重『名所江戸百景』「深川萬年橋」　四囲の縁取りは手桶と橋の欄干である。富岡八幡宮の放生会の放しカメが手桶の提げ手から吊されている。

萬年橋が架橋された年代は定かではないが、延宝8年（1680年）の江戸地図には「元番所のはし」として当所に橋の記載がある。江戸時代初期、この橋のすぐ北側に小名木川を航行する船荷を取り締まるために「川船番所」が置かれていたものの、この番所は明暦の大火後の江戸市街地の整備拡大に伴い、寛文元年（1661年）に中川口へと移されたため、付近が「元番所」と呼ばれていたことに由来する。慶賀名と考えられる「萬年橋」という呼称となった時期などは不明である。
小名木川は江戸市内へ行徳の塩や、近郊農村で採れた野菜、米などを船で運び込むための運河であり、架けられた橋はいずれも船の航行を妨げないように橋脚を高くしていたが、萬年橋は中でも特に大きく高く虹型に架けられていたことから、その優美な姿が人々に愛された。葛飾北斎は『富嶽三十六景』の中で「深川萬年橋下」として、歌川広重は『名所江戸百景』の中で「深川萬年橋」としてそれぞれ取り上げた。
萬年橋は江戸期を通じて4回の改架があったとされるが定かではなく、関東大震災の直前には木橋が架けられていた。震災時も被害はうけたものの耐え切ったが、老朽化とあわせて震災復興計画により現在の橋に架け替えられた。

## 松尾芭蕉
北岸は松尾芭蕉が居を構えた場所で、隅田川と小名木川の合流地点付近の住居跡は芭蕉歴史庭園として整備されている。また近隣に江東区芭蕉記念館がある。

## ケルンの眺め
隅田川のすぐ南側にある清洲橋は萬年橋たもとからの眺めがもっとも美しく見える角度とされ、清洲橋のモデルとなったドイツ・ケルンのライン川に架かる吊橋を彷彿させることから「ケルンの眺め」と呼ばれている。

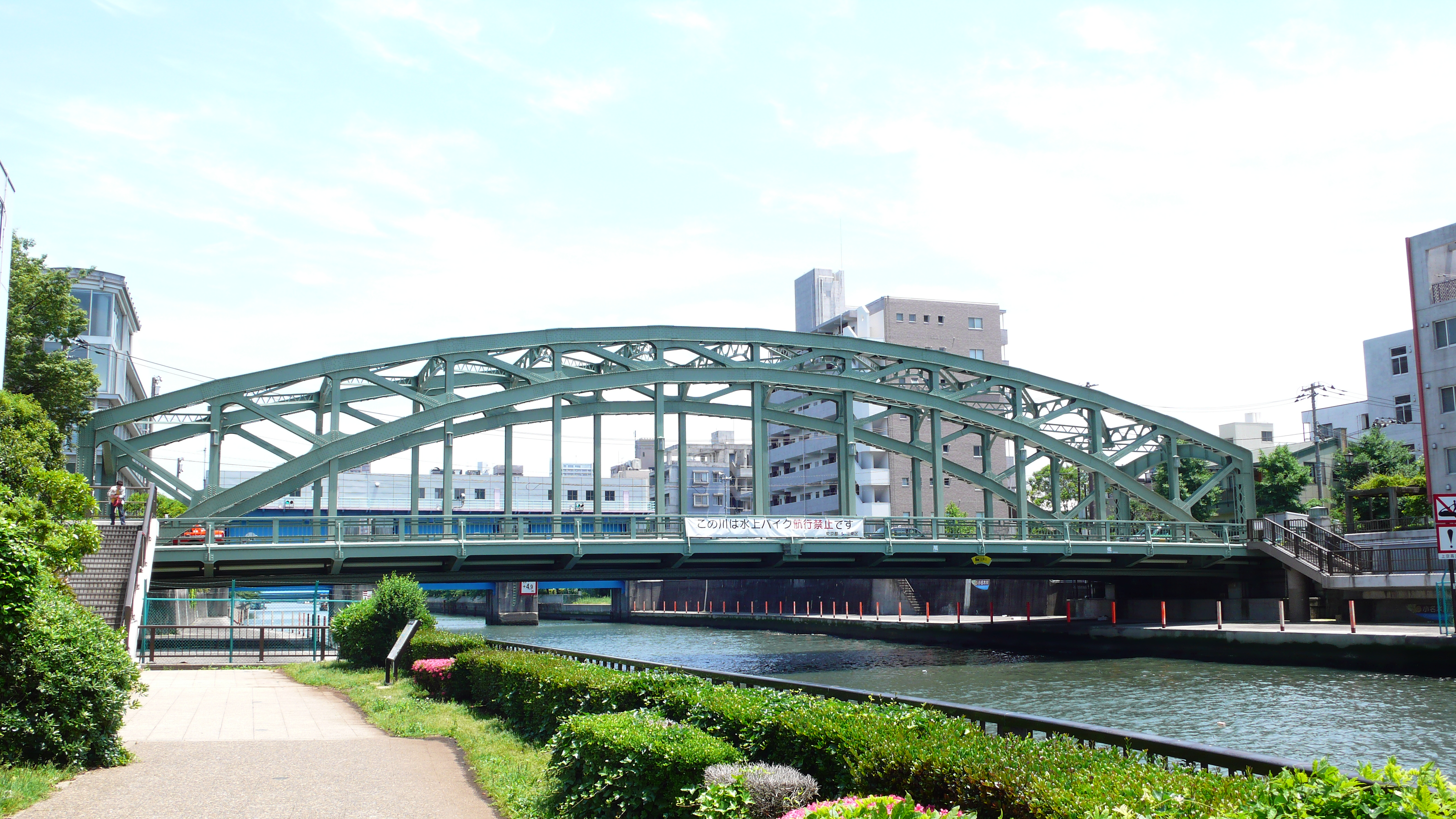
隅田川テラスより（2008年5月）
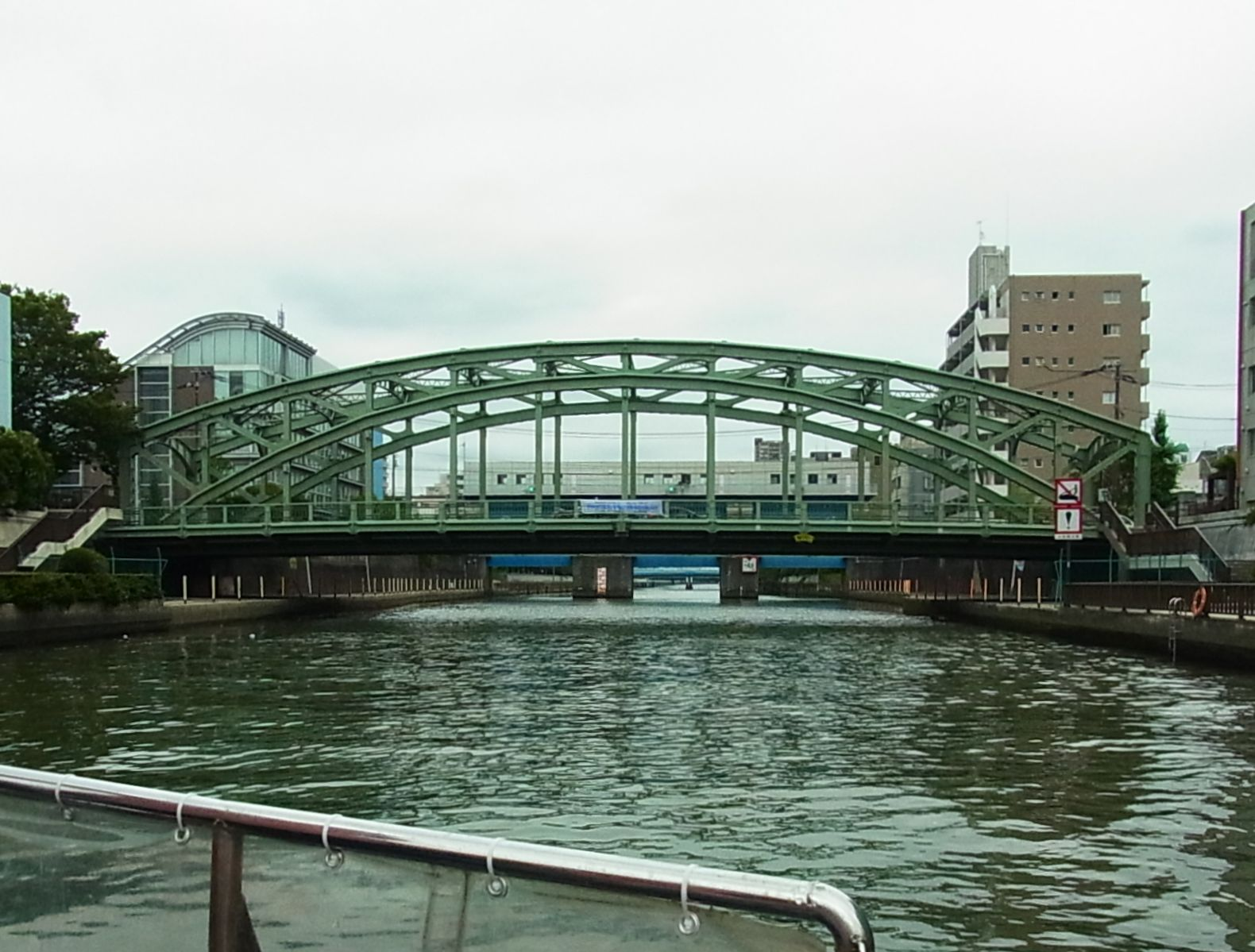
小名木川から見た萬年橋（2011年7月23日撮影）
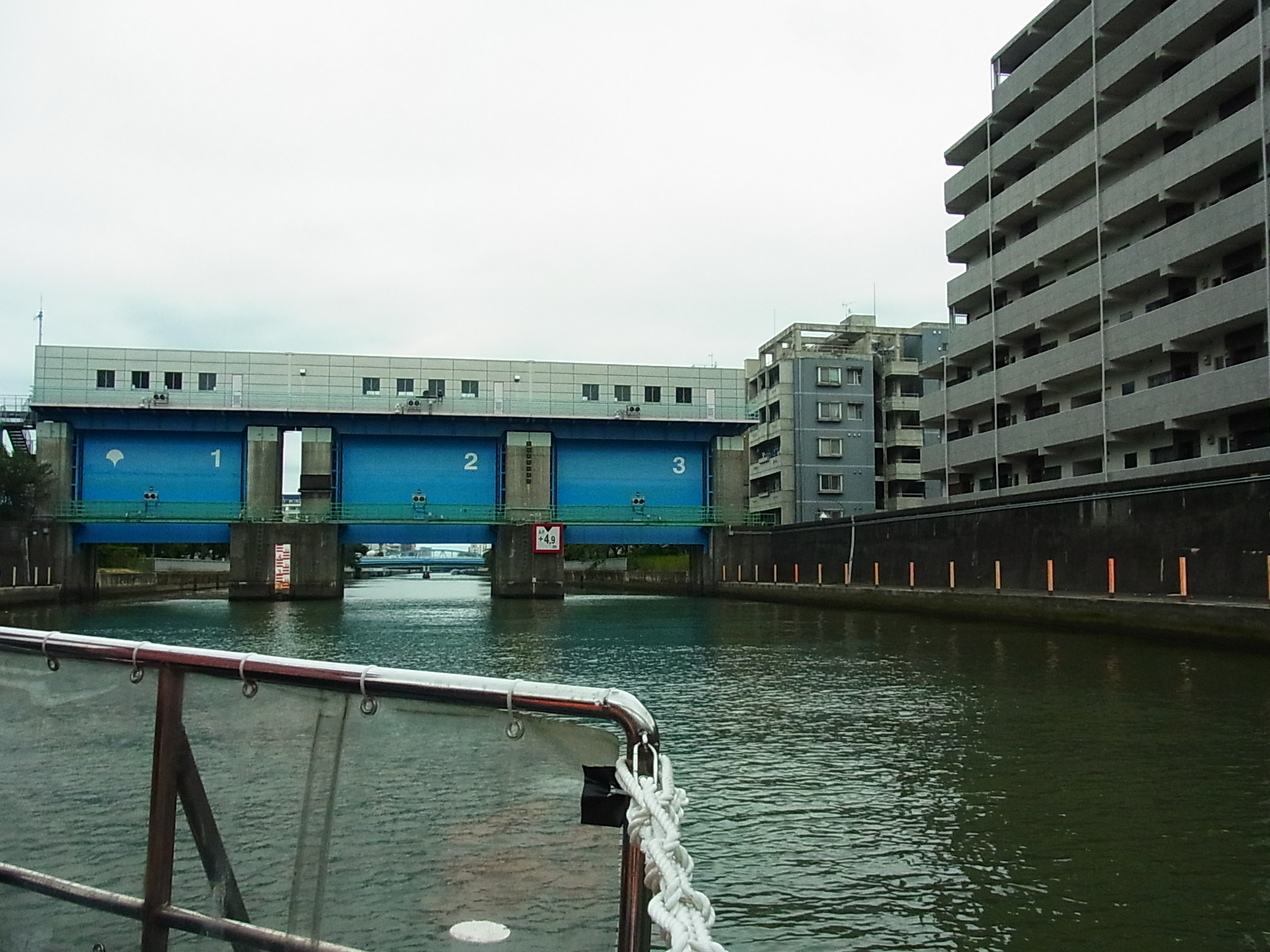
小名木川にある新小名木川水門（2011年7月23日撮影）

## 隣の橋
（隅田川へ）- 萬年橋 - 高橋 -西深川橋 -（上流）